# 光盐学园女子短期大学
光盐学园女子短期大学（日语：／ Kōen Gakuen Joshi Tanki Daigaku *），简称光盐短大，是一所位于日本北海道札幌市南区的私立短期大学。

## 概要

### 简介
- 学校最早可以追溯到1948年[1][2]。短期大学为于1967年开办[2]、由学校法人光盐学园经营[3]。

### 历史
- 1967年 光盐学园女子短期大学成立并同时设置两个学科即食物营养科和保育科[2]。
- 1968年 业余课程食物营养专修成立[2]。
- 1971年 业余课程食物营养专修改名为食物专修[2]。
- 2004年 业余课程食物专修改编为食物演出科[注 1]。

### 宪章
- 请参看光盐学园女子短期大学的标志（页面存档备份，存于） （日語） 2014年2月8日阅览。

## 学校环境
- 校区：在北海道札幌市南区

## 历任校长
- 南部明子：第一代短期大学校长[2]
- 鴫原正世：现在短期大学校长[2]

## 组织

### 学科
- 食物营养科
- 保育科

### 专科
| - 食物营养专攻 - 保育专攻 |

### 业余课程
| - 食物演出科 |

### 附属学校
| - 幼儿园 |

### 附属机关
| - 图书馆 - 育儿支援室 |

## 知名校友
- TAKAYO：本名是大越贵代、前ZONE之一员。

## 相关链接
- 日本短期大学列表